# Károlyi Péter (birtokos)
Károlyi Péter (? – 1540), Károlyi László (-1502) és Becski Hedvig fia.
1540-ben birtokaira új királyi adományt és megerősítést kap.
Neje Zechy Katalin volt, akitől István, György, András és Mihály nevű fiai születtek. István és András nevű fia korán elhalt, Györgynek három leánya: Kata (1. férje Kemény István 2. férje Kávássy István), Anna (férje Guthy Péter) és Zsófia (férje Irinyi György) született. Fiai közül Mihály (meghalt 1595) ismét új királyi adományt vitt ősi birtokaikra. Ennek négy gyermeke közül Bertalan és Péter utód nélkül haltak meg, lánya Zsuzsanna Esterházy Pál felesége lett. A családi ágat Mihály nevű fia (1585-1626) vitte tovább.